# Фіно-дель-Монте
Фіно-дель-Монте (італ. Fino del Monte) — муніципалітет в Італії, у регіоні Ломбардія,  провінція Бергамо.
Фіно-дель-Монте розташоване на відстані близько 490 км на північний захід від Рима, 85 км на північний схід від Мілана, 36 км на північний схід від Бергамо.
Населення — 1128 осіб (2014).
Щорічний фестиваль відбувається 30 листопада. Покровитель — Андрій Первозваний.

## Демографія
Населення за роками:

Станом на 1 січня 2023 року в муніципалітеті офіційно проживало 35 іноземців з 10 країн, серед них 7 громадян країн Євросоюзу та 2 громадяни України.

## Сусідні муніципалітети
- Кастьоне-делла-Презолана
- Оноре
- Роветта
- Сонгаваццо